# Radisele
Radisele é uma vila localizada no Distrito Central em Botswana. Possuía, em 2011, uma população estimada de 2 985 habitantes.